# ويليام ساندرز (رجل أعمال)
ويليام ساندرز (بالإنجليزية: William Sanders)‏ هو شخصية أعمال أمريكي، ولد في 2 ديسمبر 1941 في مقاطعة رامسي في الولايات المتحدة.

## وصلات خارجية
- ويليام ساندرز على موقع إن إن دي بي (الإنجليزية)